# Елисеев, Константин Степанович
Константи́н Степа́нович Елисе́ев (13 марта 1890, Санкт-Петербург — 10 июля 1968, Москва) — русский советский художник-сатирик, график, художник театра, кино и цирка.

## Биография
Родился 1 (13) марта 1890 года в Санкт-Петербурге.
Художественное образование получил в 1910—1914 годах в Рисовальной школе Общества поощрения художеств у И. И. Творожникова, Ф. Ф. Бухгольца, А. А. Рылова, И. Я. Билибина.
В 1911—1917 годах работал оформителем фойе в петроградских театрах «Троицкий» и «Литейный», рисовал карикатуры на актёров труппы. Тогда же испробовал свои силы как исполнитель характерных ролей. Публиковал сатирические рисунки в газетах и журналах: «Речь», «Петербургский журнал», а также дружеские шаржи в журнале «Театр и искусство». В 1918 году занимался в свободных художественных мастерских (б. Академия художеств) у В. В. Беляева.
 В 1919 году вместе с семьёй уехал в Великие Луки, где как художник-оформитель участвовал в работе только созданного Великолукского театра. Там же состоялось знакомство с Cергеем Эйзенштейном, о чём позже написал очерк «Юность художника». Оформил ряд спектаклей: «На дне» М. Горького (1920, совместно с C. Эйзенштейном), «Сон на Кургане» Я. Купалы и другие. С начала 20-х годов занимался оформлением спектаклей в Первом белорусском драматическом театре в Минске.
По возвращении в Москву рисовал карикатуры на политические и бытовые темы для московских газет и журналов: «Гудок» (1922—1968), «Прожектор» (1923—1935), «Заноза» (1924—1925), «Бегемот» (1924—1928), «Крокодил» (1924—1968), «Мурзилка» (с 1926). В 1922—1923 годах брал уроки у И. Н. Павлова во ВХУТЕМАСе. Был дружен с поэтами В. Маяковским и Я. Купалой. 
По приглашению C. Эйзенштейна работал художником по костюмам на картине «Александр Невский» (1938), там же на «Мосфильме» принял участие в создании фильма «Ленин в 1918 году» (1939).
Во время Великой Отечественной войны находился в Тюмени, где рисовал карикатуры для журнала «Фронтовой юмор», выпускал Агит-окна для Отдела пропаганды и агитации при Тюменском горкоме.
В послевоенные годы работал в Московском цирке художником по костюмам и гриму, сотрудничал с Ленинградским театром эстрады и миниатюр под руководством Аркадия Райкина. В период 1959—1961 годов занимался педагогической деятельностью — был руководителем студии карикатуристов при журнале «Крокодил».
Член Союза художников СССР, жил на Большой Грузинской улице.
Работы художника экспонировались на зарубежных выставках: в Париже (1925), в Загребе (1973) и других. Персональные выставки проходили в Москве (1948, 1951, 1968), Минске (1952), Ярославле (1954). Ныне работы находятся во многих региональных музеях, в фондах Российской Академии художеств, РГАЛИ а также в частных коллекциях в России и за рубежом.
Скончался 10 июля 1968 года в Москве. Похоронен на Химкинском кладбище (участок № 61).

## Награды
- Заслуженный деятель искусств РСФСР — за заслуги в области советской художественной сатиры (1945)[2].